# Sulco mediano da língua
Sulco mediano da língua é uma região da língua humana.